# Den skønne Helene - intime
Den skønne Helene - intime (originaltitel: The Private Life of Helen of Troy) er en amerikansk stumfilm fra 1927, der handler om Helena af Troja. 
Filmen er baseret på romanen The Private Life of Helen of Troy skrevet af John Erskine. Den blev tilpasset til film af Gerald Duffy. Filmen blev instrueret af Alexander Korda og havde María Corda i rollen som Helena, Lewis Stone i rollen som Menelaus og Ricardo Cortez i rollen som Paris.
To sektioner fra begyndelsen og slutningen, ca 27 - 30 minutter lange, er efter sigende det eneste der er tilbage af filmen. Den bevares af British Film Institute.

## Eksterne Henvisninger
- Den skønne Helene - intime på Internet Movie Database (engelsk)
- Den skønne Helene - intime på MovieMeter (nederlandsk)
- Den skønne Helene - intime på AllMovie (engelsk)
- Den skønne Helene - intime hos American Film Institute (engelsk)
- Den skønne Helene - intime på The Movie Database (engelsk)